# Zeleni otok (Saba)
Zeleni otok (službeno Green Island) je otočić-stijena koji je dio Nizozemske. Leži 250 metara sjeverno od otoka Sabe, dio bivšega otočnog teritorija (eilandgebied) Nizozemskih Antila, danas u Karipskoj Nizozemskoj. Dug je 85 a širok 45 metara. Površine je 0,3 hektara. Najviša točka je na 20 metara nadmorske visine. Pripada posebnoj općini Sabi.
Nenaseljen je i pokriven suptropskim biljkama. Prema jednom istraživanju iz 1997. na Zelenom otoku uočeni su smeđi pelikani, galeb Anous stolidus, bjelotrbuha bluna i relativno rijetki crvenokljuna zrakoplovka. Od ovih se vrsta tri zadnje spomenute vjerojatno gnijezde na ovom otočiću.
Na obali je pristanište za brodiće kojima dolaze turisti na otok radi gledanja panorame. Na otok se dolazi i radi rekreativnog ronjenja.

## Vanjske poveznice
- Onderwaterleven bij Green island
- Schrägluftbild von Green Island  Arhivirana inačica izvorne stranice od 13. listopada 2016. (Wayback Machine)